# Gertruda Babenberská (1150)
Gertruda Babenberská (1118? – 8. dubna 1150 Praha) byla česká kněžna, první manželka Vladislava II.

## Život

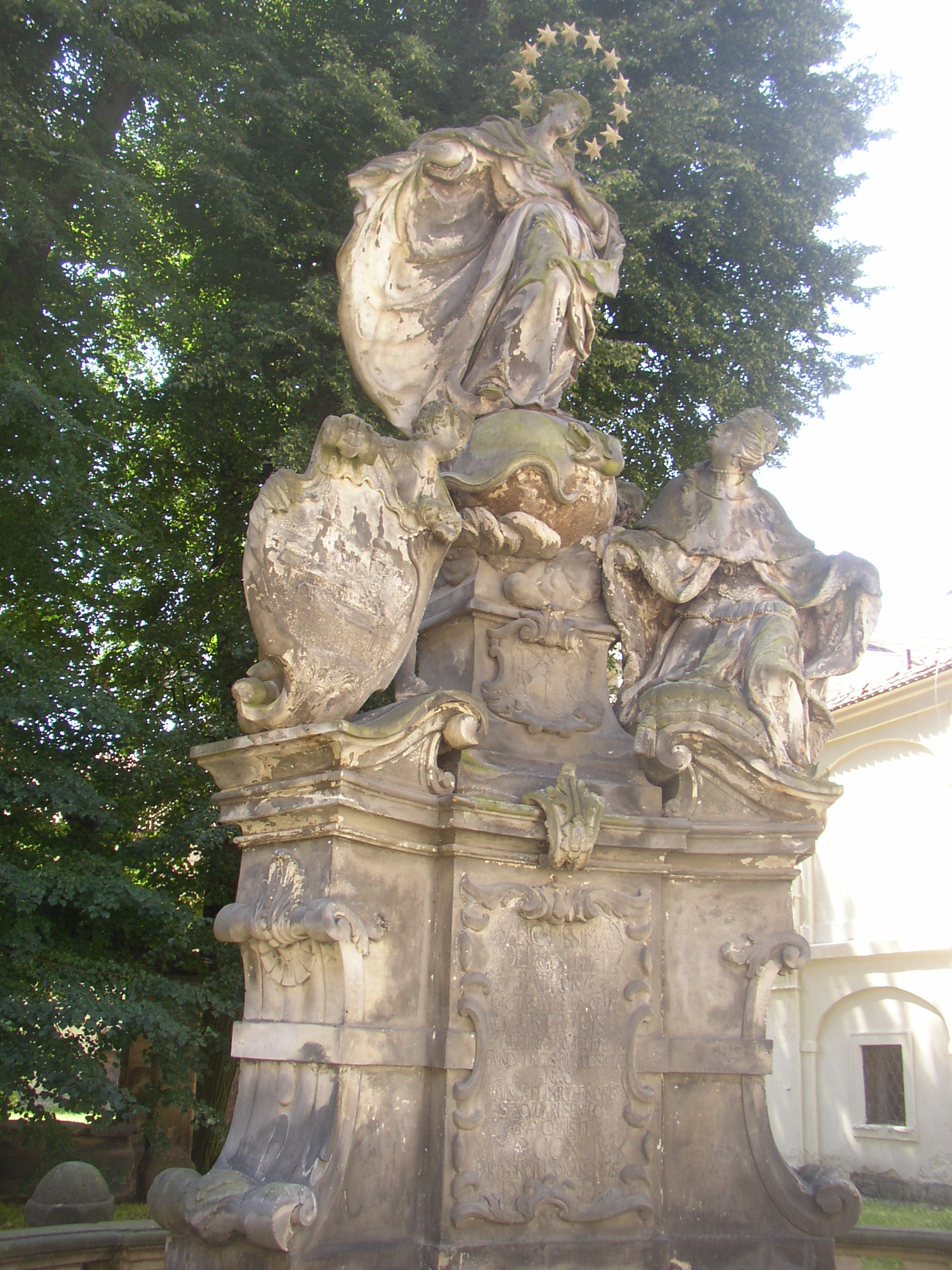
Gertruda v klášteře Doksany

Byla dcerou rakouského vévody Leopolda III., později svatořečeného, a jeho manželky Anežky Sálské. Z matčiny strany měla nevlastního bratra římskoněmeckého krále Konráda III., kterého měla Anežka s prvním manželem Fridrichem. Gertruda byla také vnučkou císaře Jindřicha IV., který byl otcem Anežky. Dalšími jejími bratry byli rakouští vévodové Leopold IV. Babenberský a Jindřich II. Babenberský. Gertrudina sestra Anežka se provdala za polského knížete Vladislava II. Vyhnance.
Za českého knížete Vladislava II. se provdala v roce 1140. V době obležení Prahy v roce 1142 uhájila se švagrem Děpoltem Pražský hrad před Konrádem II. Znojemským, zatímco Vladislav žádal o pomoc Konráda III. Často bývala přítomna Vladislavově zakladatelské činnosti.
Byla to prý právě Gertruda, díky komu Vladislav pozval do země nové církevní řády – premonstráty a cisterciáky, později i johanity. Pro ně Vladislav vybudoval nové kláštery, (např. Strahovský klášter, klášter Plasy, klášter Pomuk, Želivský klášter, klášter Doksany). Roku 1144 se Gertruda podílela na vzniku ženské premonstrátské kanonie v Doksanech. Manželovi porodila čtyři děti, zemřela po deseti letech manželství ve věku asi 30 let.
| „            | Téhož roku dne 4. srpna nastoupila cestu všeho těla paní Kedruta kněžna, která šlechetností mravů ještě nad svůj královský původ vynikala, a jest pochována jak si byla přála, v tomtéž klášteře Strahovském, jemuž byla mnoho statků darovala... | “ |
| — Vincentius | |   |

Nejdříve byla pohřbena ve Strahovském klášteře a později byly její ostatky přeneseny do kláštera v Doksanech. V Doksanech, v klášterním refektáři je Gertrudina postava na barokní fresce „Založení doksanského kláštera" od Josefa Redelmayerea a je i součástí mariánského sousoší na druhém nádvoří.